# Julián Incaroca Ninancuro
Julián Incaroca Ninancuro (Cusco, 16 de marzo de 1974) es un psicólogo, antropólogo y político peruano. Fue regidor del distrito cusqueño de San Sebastián del año 2007 hasta el 2010 y alcalde del mismo distrito desde 2011 hasta 2014. El año 2016 fue condenado a 9 años de prisión por los delitos de lavado de activos y abuso de autoridad. Tras estar prófugo dos años, desde mayo del 2018 cumple su condena en el Centro Penitenciario Quencoro mientras afronta otros 27 procesos por supuestos delitos que habría cometido durante el ejercicio de su cargo como alcalde.

## Biografía
Nació en el distrito de San Sebastián, provincia y departamento del Cusco. Cursó sus estudios primarios en la Institución Educativa N.º 51022 y los secundarios en la Institución Educativa Diego Quispe Tito de dicho distrito.  Entre 1992 y 1997 estudió la carrera de Psicología en la Universidad Andina del Cusco y, entre 1999 y el 2005, la carrera de Antropología en la Universidad Nacional San Antonio Abad del Cusco.  Entre el 2008 y el 2009 estudió la Maestría de Gobernabilidad Económica y Social en el Instituto de Gobernabilidad de la Universidad de San Martín de Porres.

## Trayectoria Política
En el año 2005 fue elegido Secretario General del comité distrital Cusco del Partido Nacionalista Peruano, cargo que ejerció hasta el 2006. Participó como candidato a regidor distrital de la Municipalidad Distrital de San Sebastián en las elecciones municipales de ese año por el Partido Nacionalista Peruano obteniendo la elección. El año 2009 se afilió al Partido Nacionalista Peruano y se mantuvo afiliado hasta febrero del 2010.
El año 2010 participó en las elecciones municipales como candidato a la alcaldía distrital de San Sebastián por la Gran Alianza Nacionalista Cusco conformada por el Partido Nacionalista Peruano y el Movimiento Regional Tawantinsuyo obteniendo el triunfo con el 40.987% de los votos válidos emitidos. Renunció a dicho cargo el 7 de abril del 2014 y su renuncia fue aceptada el 28 de abril del 2014 para poder presentarse como candidato a Presidente Regional del Cusco en las elecciones regionales del 2014 como candidato por el partido Siempre Unidos quedando en el 5 lugar con solo el 8.394% de los votos.
El 2016 se afilió al partido Siempre Unidos, actualmente denominado Renacimiento Unido Nacional.

## Procesos judiciales
El 13 de enero del 2016, la Corte Superior de Justicia del Cusco lo declaró culpable de los delitos de lavado de activos y abuso de autoridad imponiéndole una pena de nueve años de prisión efectiva y ordenándole el pago de una reparación civil de 50 mil soles. Luego de permanecer en la clándestinidad desde esa fecha, durante la que incluso fue incluida en la lista de "Los más buscados" por el Ministerio del Interior que ofrecía 20 mil soles por su captura, fue capturado en mayo del 2018 en el distrito de San Sebastián siendo trasladado al Penal de Quencoro. Durante el tiempo que estuvo prófugo se escondió en la ciudad de La Paz, Bolivia. Ahora afronta desde el penal otros más de 20 procesos penales por supuestos delitos cometidos durante su cargo.